# Jagdhaus Pfaffenkopf

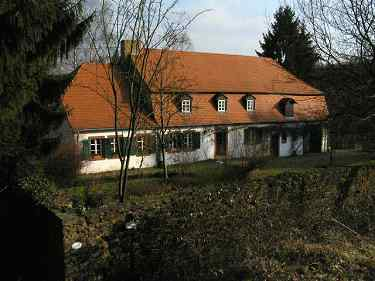
Pfaffenkopf

Pfaffenkopf ist ein ehemaliges Jagdhaus der Fürsten von Nassau-Saarbrücken aus dem 18. Jahrhundert. Es liegt im Saarkohlenwald auf einer Anhöhe an der L270 zwischen Altenkessel und Riegelsberg. Von 1815 bis 1972 diente das Gebäude als Forsthaus. Seit 1983 befindet es sich in Privatbesitz. Der eingeschossige einflügelige Bau mit Mansard-Dach hat sich nahezu unverändert erhalten. Zu dem denkmalgeschützten Ensemble gehören außerdem ein Holzhauerhaus sowie ein Waldarbeiter-Schlafhaus.